# Tiefenmühle
Tiefenmühle ist ein Ort in der Stadt Harburg (Schwaben) auf der Gemarkung Heroldingen und wird dem Gemeindeteil Heroldingen zugerechnet.
Bis zur Auflösung der Gemeinde Heroldingen und deren anschließenden Eingliederung in die Stadt Harburg war Tiefenmühle ein Gemeindeteil von Heroldingen.
Bei der Volkszählung 1950 war der Ort unbewohnt und wurde als „abgebrochen“ bezeichnet. Bei der Zählung 1961 gab es in dem jetzt als Weiler bezeichneten Ort acht Wohngebäude und 28 Einwohner, und bei der Volkszählung 1970 wurden 24 Einwohner ermittelt. Die Aufhebung als Gemeindeteil der Stadt Harburg erfolgte zwischen 1978 und 1991.
Namensgebend für den Ort war die ehemaligen Mühle an der Wörnitz, die auf einer alten Landkarte von Sebastian Münster (1488–1552) als „Teufelsmil“ verzeichnet ist.